# Cuphea ingrata
Cuphea ingrata är en fackelblomsväxtart som beskrevs av Adelbert von Chamisso och Schltdl.. Cuphea ingrata ingår i släktet blossblommor, och familjen fackelblomsväxter. Inga underarter finns listade i Catalogue of Life.